# خوسيه فيلكس أوريبورو
 خوسيه فيلكس بينيتيو أوريبورو  (إسبانية:José Félix Benito Uriburu) (و.20 يوليو 1868 ـ ت. 29 أبريل 1932) كان فريقاً في الجيش الأرجنتيني قاد انقلاباً عسكرياً في 6 سبتمبر 1930. استمرت رئاسته لأقل من عامين حتى 20 فبراير 1932.

## روابط خارجية
- خوسيه فيلكس أوريبورو على موقع الموسوعة البريطانية (الإنجليزية)